# Molophilus parvistylus
Molophilus parvistylus là một loài ruồi trong họ Limoniidae. Chúng phân bố ở miền Australasia.